# Ladamos község
Ladamos község (románul: Comuna Loamneș) község Szeben megyében, Romániában. Központja Ladamos, beosztott falvai Alamor, Hásság, Örményszékes, Szedinkatanya és Széptelep.

## Fekvése
Nagyszebentől 25 kilométerre északnyugatra található. Szomszédos községek: északon Kisselyk, keleten Szelindek, délen Vízakna, nyugaton Nagyludas, északnyugaton Pókafalva. A DJ 106B és DJ 107B megyei utak haladnak át rajta.

## Népessége
1850-től a népesség alábbiak szerint alakult:
| Lakosok száma | 3574 | 4233 | 4869 | 5230 | 5833 | 4864 | 3523 | 3280 | 2997 | 2562 |
|               | 1850 | 1880 | 1900 | 1920 | 1941 | 1977 | 1992 | 2002 | 2011 | 2021 |

A 2011-es népszámlálás adatai alapján a község népessége 2997 fő volt, melynek 96,33%-a román. Vallási hovatartozás szempontjából a lakosság 75,88%-a ortodox és 19,09%-a görög rítusú római katolikus.

## Nevezetességei
A község területéről az alábbi épületek szerepelnek a romániai műemlékek jegyzékében:
- a ladamosi Szent arkangyalok-templom (LMI-kódja SB-II-m-B-12412)

Országos szinten védett terület a hássági sárvulkán.

## Híres emberek
- Alamoron születtek Székely László (1716–1772) emlékíró, fordító[7] és Ioan Barac (1776–1848) költő.
- Hásságon születtek Nifon Bălășescu (1806–1880) teológus, pedagógus, filológus[8] és Aron Cotruș(wd) (1891–1961) költő.